# エフレム (キエフと全ルーシの府主教)
エフレム（Ефрем , ? - 1068年頃）はキエフと全ルーシの府主教（在位：1055年 - 1068年頃）。ビザンツ出身。

## 経歴
府主教であると同時に、πρωτοπροεδροςの称号を持つビザンツの元老院議員でもあった。このことは、現存する彼の公印からわかる。
府主教としての彼について知られる事蹟は少ないが、唯一よく知られているのが、1055年に行われたノヴゴロド主教ルカ・ジジャタとそのホロープとの裁判への裁きである。当初、エフレムはルカを有罪とし、彼をキエフにて2年間投獄した。しかし後にエフレムは判決を翻し、ルカを無罪として解放し、告発者である彼のホロープを厳罰に処した。